# Гісар (Таджикистан)

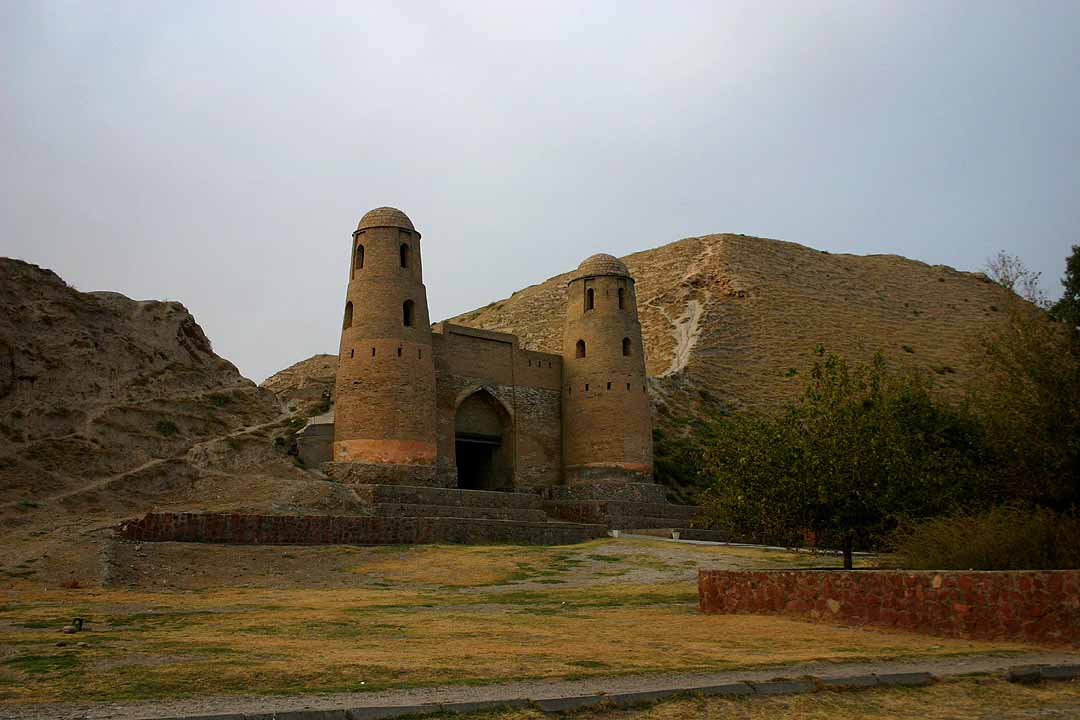
Старий замок

Гісар (тадж. Ҳисор) — місто в Таджикистані, центр Гісарського району.
Площа міста становить 960 га. Постійне населення Гісара становить 32 тис. мешканців (перепис 2020).
Місто розташоване в центрально-західній частині країни, у західній частині Гісарської долини, за 20 км на захід від столиці Таджикистану Душанбе.
Клімат міста різко-континентальний. У Гісарі середньорічний рівень опадів становить понад 2300 мм. Основна маса опадів припадає на весняно-зимовий період у вигляді снігопадів, дощів, іноді зі штормами і бурями, градами і руйнівними вітрами. У північній частині міста, у гірській місцевості, опади випадають переважно у вигляді снігу. Тут висота снігового покриву іноді сягає 2800—3000 мм, у зв'язку з чим навесні у горах часто сходять снігові лавини. Природні катаклізми постійно несуть за собою великі непоправні збитки всьому народному господарству. Природно-кліматичні умови дозволяють цілорічне ведення сільськогосподарських робіт на відкритому повітрі. Місто розташоване на висоті 799—824 м над рівнем моря.
Місто розташоване за 30 км від міжнародного аеропорту Душанбе. Територією міста протікають річка Ханака і Великий Гісарський канал. Витрати води Ханаки під час половіддя (квітень—травень) до 450 м³/с, під час маловоддя — 12 м³/с. Номінальні витрати води Великого Гісарського каналу в сезон поливу становлять 75 м³/с.
Територією міста проходять автошлях і залізниця державного значення.

## Історія
Як стверджують історики, у Гісарській долині люди оселилися бл. 40 тисяч років тому. Близько 1000 років до нашої ери за 7 км від сучасного міста була побудована фортеця, а навколо неї — місто Хісор. Пізніше місто називалося Шумон, Хісорі Шумон, Хісорі Шодмон. Хісорі Шумон був столицею емірату Шумонідів, у Середньовіччі — столицею Гісарського бекства. Через Хісорі Шодмон проходив Великий шовковий шлях.
Назва «Хісор» (Гісар) означає фортецю, цитадель, замок, оскільки з усіх боків місто охоплюють гори, наче стіни фортеці. Уперше назва «Гісар» як назва поселення вживається в XI столітті.
У місті два медресе, понад 10 мечетей, 4 міських воріт.
Будівництво сучасного міста у вигляді кишлака почалося на початку XX століття, з осушенням і освоєнням заболочених земель Гісарської долини. У 1929 році введена в експлуатацію залізниця Термез—Душанбе. Залізнична станція, розташована поруч із річкою Ханака, отримала назву «Станція Ханака». Поселення біля станції почали називати Ханака.
29 січня 1932 року з утворенням Гісарського району було утворене село Ханака, яке стало центром району. 7 березня 1933 року Ханака перейменована Гісар . 29 грудня 1953 року село було перетворене на смт. 26 червня 1993 року Постановою ВР Таджикистану смт Гісар віднесене до категорії міст районного підпорядкування. 11 лютого 2005 року Гісар перетворений на смт.  Однак  3 березня 2016 року смт. Гісар з усім Гісарським районом знову отримало статус міста.

## Населення
Кількість населення на 2022 рік - 32 250, з яких 16.4 тис - чоловіки, а 15.8 тис - жінки. 
Розподіл за національністю: таджики 81,6 %, узбеки 12,3 %, росіяни 3,6 %, інші національності 2,5 %.
Розподіл за віком: населення до 16 років 46,1 %, населення працездатного віку 41,4 %, населення старше працездатного віку 12,5 %. Середній вік населення 29,4 років. 9955 осіб (42,7 % населення) є працездатним. 8164 особи (82 % працездатного населення) є економічно активним.

## Промисловість
Галузі промисловості:
- машинобудівна (виробництво гідронасосів),
- поліграфічна (міська друкарня),
- будматеріалів (вапняк, карбід, асфальт, лінолеум),
- легка,
- харчова (мінеральна вода, прохолодні напої, хлібобулочні і кондитерські вироби, олія, борошно).

## Тваринництво
Гісар також відомий породою овець, відомою як гісарська. Ця порода, яку називають «Гісарська вівця» (тадж. гӯсфанді ҳісорі), належить до м'ясо-курдючного типу і вважається найбільшою серед усіх культурних порід овець. Вона поширена переважно в Центральній Азії, зокрема в Таджикистані. Свою назву порода отримала від Гісарського хребта, розташованого в західній частині Таджикистану.
Гісарська порода овець була виведена на гірських пасовищах Гісара завдяки традиційній селекції, яку проводили місцеві жителі. Ці барани вважаються окремою породою курдючних овець, що сформувалася через ізоляцію від інших порід та унікальні природні умови місцевості, де їх розводять. Гісарські барани перевершують розмірами навіть відомих баранів породи Лінкольна: їхній зріст у загривку сягає 85 сантиметрів, а у овець — 80 сантиметрів. Середня глибина грудини становить близько 35 сантиметрів. Вага вівці 80 - 90 кг, барана - 120-130 кг.

## Клімат
| Клімат                                                                                                   | Клімат | Клімат | Клімат | Клімат | Клімат | Клімат | Клімат | Клімат | Клімат | Клімат | Клімат | Клімат | Клімат |
| Показник                                                                                                 | Січ.   | Лют.   | Бер.   | Квіт.  | Трав.  | Черв.  | Лип.   | Серп.  | Вер.   | Жовт.  | Лист.  | Груд.  | Рік    |
| Середня температура, °C                                                                                  | 1,7    | 3,2    | 8,5    | 14,6   | 18,9   | 23,9   | 26,2   | 24,6   | 19,9   | 14,2   | 9,0    | 4,6    | 14,1   |
| Норма опадів, мм                                                                                         | 65.7   | 73.4   | 107.2  | 105.0  | 86.2   | 7.4    | 3.8    | 0.8    | 3.1    | 30.8   | 43.2   | 59.4   | 568.0  |
| Днів з опадами                                                                                           | 11,0   | 12,2   | 14,8   | 12,9   | 10,2   | 2,9    | 1,5    | 0,6    | 1,1    | 5,4    | 7,3    | 10,6   |        |
| Вологість повітря, %                                                                                     | 67.7   | 66.8   | 63.8   | 60.6   | 54.0   | 41.3   | 39.3   | 40.6   | 43.1   | 52.1   | 57.9   | 65.6   | 54.4   |
| --- | ------ | ------ | ------ | ------ | ------ | ------ | ------ | ------ | ------ | ------ | ------ | ------ | ------ |
| Джерело: The Climate of Hisor. Weatherbase. Архів оригіналу за 8 серпня 2014. Процитовано 2 серпня 2014. |        |        |        |        |        |        |        |        |        |        |        |        |        |